# Eccesso enantiomerico
L'eccesso enantiomerico di una sostanza chimica misura il livello di purezza della stessa. 
Come impurità, in questo caso, è considerato l'altro enantiomero del composto chirale. Il valore è fondamentale per misurare l'enantioselettività, e quindi l'efficacia, di una sintesi asimmetrica.

## Definizione e misurazione
L'eccesso enantiomerico è definito come la differenza assoluta fra le frazioni molari dei due enantiomeri.
{\displaystyle \ ee=|F_{+}-F_{-}|}
Può essere espresso anche in forma di percentuale; comunemente, se è nota la quantità dei singoli enantiomeri prodotti (R e S), l'eccesso enantiomerico si calcola utilizzando:
{\displaystyle \ ee(\%)={\frac {R-S}{R+S}}\times 100}
Ad esempio, se il prodotto contiene 70% dell'isomero R e 30% dell'isomero S, l'eccesso enantiomerico sarà del 40%.
Inoltre, è possibile correlare in modo semplice l'eccesso enantiomerico e il rapporto tra le concentrazioni dei due enantiomeri:
{\displaystyle \ ee(\%)={\frac {Rap-1}{Rap+1}}\times 100}
{\displaystyle \ Rap={\frac {[R]}{[S]}}\ }
Rap rappresenta il rapporto tra le concentrazioni, che spesso viene indicato come rapporto tra due numeri naturali (es. 1:1 , 20:1) derivante dalla normalizzazione del rapporto tra le concentrazioni reali.